# 1339
1339 (MCCCXXXIX) fue un año común comenzado en viernes del calendario juliano.

## Acontecimientos
- 18 de septiembre: El  emperador Go-Murakami Tennō accede al trono de Japón.
- Se firma el Pacto de Madrid entre Alfonso XI de Castilla y Pedro IV de Aragón para la conquista de Algeciras (1344) y el intento de conquistar Gibraltar.
- Las calles de la ciudad de Florencia son pavimentadas, siendo la primera ciudad europea después del Imperio Romano de Occidente en conseguirlo.

## Nacimientos
- 23 de julio: Luis I de Anjou, regente de Francia y rey de Nápoles.
- Blanca de Borbón, hija de Pedro I de Borbón.

## Fallecimientos
- 19 de septiembre: Go-Daigo Tennō, emperador de Japón (n. 1288)
- Azzone Visconti, fundador del Estado de Milán.
- Aldona, reina consorte de Polonia.